# Arrow (8.ª temporada)
A oitava e última temporada da série de televisão estadunidense Arrow estreou na The CW em 15 de outubro de 2019 e foi concluída em 28 de janeiro de 2020, com um total de 10 episódios. A série é baseada no personagem Arqueiro Verde da DC Comics, um combatente do crime fantasiado criado por Mort Weisinger e George Papp, e se passa no Universo Arrow, compartilhando continuidade com outras séries de televisão do Universo Arrow. Os produtores executivos Marc Guggenheim e Beth Schwartz retornaram como co-showrunners da temporada final de 10 episódios. SStephen Amell estrela como Oliver Queen, com os principais membros do elenco David Ramsey como John Diggle, Rick Gonzalez como Rene Ramirez / Cão Selvagem, Juliana Harkavy como Dinah Drake e Katie Cassidy Rodgers como Laurel Lance também retornando de temporadas anteriores. Katherine McNamara, Ben Lewis e Joseph David-Jones, que anteriormente eram as versões adultas de Mia Smoak, William Clayton e Connor Hawke, foram todos promovidos ao elenco principal da série, assim como LaMonica Garrett, que estrela em vários programas do Universo Arrow como O Monitor. Os ex-regulares da série Emily Bett Rickards, Colin Donnell, Susanna Thompson, Paul Blackthorne, Colton Haynes, John Barrowman, Willa Holland e Josh Segarra voltaram para a temporada final como convidados.
A série segue o playboy bilionário Oliver Queen (Stephen Amell), que afirmou ter passado cinco anos naufragado em Lian Yu, uma ilha misteriosa no Mar do Norte da China, antes de voltar para Starling City (mais tarde renomeada como "Star City") para combater o crime e a corrupção como um vigilante secreto cuja arma de escolha é um arco e flecha. Na oitava temporada, Oliver lutará em uma batalha que terá o multiverso em jogo.
A série foi renovada para sua oitava e última temporada em 31 de janeiro de 2019, e as filmagens começaram em Vancouver, British Columbia, em julho de 2019. O oitavo episódio apresenta sexto crossover anual do Universo Arrow com a série de TV The Flash, Supergirl, Batwoman e Legends of Tomorrow também participando. O nono episódio foi definido como um piloto de backdoor para um potencial spin-off intitulado Green Arrow and the Canaries que ocorre no ano de 2040.

## Elenco e personagens
| - Stephen Amell como Oliver Queen / Arqueiro Verde / Espectro - David Ramsey como John Diggle / Espartano - Rick Gonzalez como Rene Ramirez / Cão Selvagem - Juliana Harkavy como Dinah Drake / Canário Negro - Katherine McNamara como Mia Smoak / Arqueira Verde - Ben Lewis como William Clayton adulto - Joseph David-Jones como Connor Hawke adulto - LaMonica Garrett como Mar Novu / Monitor e Morbius / Anti-Monitor - Katie Cassidy como Laurel Lance / Canário Negro (Terra-2) | - Audrey Marie Anderson como Lyla Michaels / Percursora - Charlie Barnett como John Diggle Jr. adulto - Andrea Sixtos como Zoe Ramirez adulta - Willa Holland como Thea Queen - Colton Haynes como Roy Harper / Arsenal - Paul Blackthorne como Quentin Lance |

### Convidados
- Colin Donnell como Tommy Merlyn (Terra-Prime) e Tommy Merlyn / Arqueiro Negro (Terra-2)[12]
- Josh Segarra como Adrian Chase / o Capuz (Terra-2)[12]
- John Barrowman como Malcolm Merlyn (Terra-2)[13]
- Rila Fukushima como Tatsu Yamashiro[14]
- Kelly Hu como China White[15]
- Lexa Doig como Talia al Ghul[5]
- Kyra Zagorsky como Athena[16]
- Echo Kellum como Curtis Holt[17]
- Jamie Andrew Cutler como Grant Wilson / Exterminador[18]
- Venus Terzo como Elisa Schwartz
- David Nykl como Anatoly Knyazev[19]
- Barry Levy como Alexi Burov[20]
- Yurij Kis como Oleg[20]
- Sebastian Dunn como Edward Fyers[21]
- Byron Mann como Yao Fei Gulong[22]
- Emily Bett Rickards como Felicity Smoak[23][f]
- Susanna Thompson como Moira Queen[26][g]
- Sea Shimooka como Emiko Queen[26]
- Joe Dinicol como Rory Regan / Retalho[26]
- Jack Moore como William Clayton[26]
- Katrina Law como Nyssa al Ghul[28]
- Manu Bennett como Slade Wilson / Exterminador[h]

#### "Crise nas Infinitas Terras"
- Grant Gustin como Barry Allen / Flash[30]
- Melissa Benoist como Kara Danvers / Supergirl[30]
- Ruby Rose como Kate Kane / Batwoman[30]
- Caity Lotz como Sara Lance / Canário Branco[30]
- Osric Chau como Ryan Choi[30]
- Jon Cryer como Lex Luthor[30][31]
- David Harewood como J'onn J'onzz / Caçador de Marte[30]
- Brandon Routh como Ray Palmer
- Tyler Hoechlin como Clark Kent / Superman e John Deegan / Superman
- Elizabeth Tulloch como Lois Lane[32]
- Stephen Lobo como Jim Corrigan
- Ezra Miller como Barry Allen[33]
- Melanie Merkosky como Xneen Novu

## Episódios
| N.º na série | N.º na temp. | Título | Dirigido por          | Escrito por                                                         | Exibição original      | Audiência (milhões) |
| --- | ------------ | --- | --------------------- | ------------------------------------------------------------------- | ---------------------- | ------------------- |
| 161 | 1            | "Starling City" "(Starling City)" (BR)                                                                            | James Bamford         | Beth Schwartz & Marc Guggenheim                                     | 15 de outubro de 2019  | 0.84                |
| Mar Novu / O Monitor envia Oliver Queen para a Terra-2 para recuperar partículas da Estrela Anã, mas elas são roubadas por Tommy Merlyn da Terra, que está tentando usá-las para destruir as Glades com sua própria versão do "Empreendimento". Oliver une forças com a Terra-1 John Diggle, bem como com Laurel Lance e Adrian Chase da Terra-2 para parar Tommy e recuperar as partículas. Assim que Oliver e Diggle estão prestes a partir, uma onda de anti-matéria de repente consome toda a Terra-2, mal dando a eles e Laurel tempo para escapar para a Terra-1. No flashforwards de 2040, Connor Hawke, Mia Smoak, William Clayton e Zoe Ramirez encontram a gangue do Exterminador, liderada pelo irmão adotivo de Connor, John Diggle "J.J." Jr., que se tornou mais poderoso desde a destruição do muro entre Star City e os Glades. |              | |                       |                                                                     |                        |                     |
| 162 | 2            | "Welcome to Hong Kong" "(Bem-Vindo a Hong Kong)" (BR)                                                             | Antonio Negret        | Jill Blankenship & Sarah Tarkoff                                    | 22 de outubro de 2019  | 0.77                |
| O Monitor traz a festa de Oliver para Hong Kong para buscar o biofísico Robert Wong, que foi forçado a recriar o Vírus Alfa / Ômega. No entanto, Laurel sai furiosa para consertar seu dispositivo de violação. Enquanto Oliver e Diggle aprendem mais sobre Wong, os membros da Tríade os atacam, embora Tatsu Yamashiro venha em seu auxílio e revele que conhece o Monitor. Oliver localiza Wong, apenas para China White raptá-lo. Depois de obter uma amostra do Vírus Alfa / Omega, Oliver negocia com a China. Enquanto Oliver resgata Wong, Tatsu envolve China, que a esfaqueia antes que Laurel a atinja. Depois de falar com Tatsu, Oliver planeja obter mais respostas sobre o Monitor em Nanda Parbat. Em outro lugar, Lyla Michaels revela estar trabalhando com o Monitor enquanto entrega Wong a ele. No flashforwards, William trabalha no conserto de um dispositivo obtido da Gang Deathstroke enquanto Mia, Connor e Zoe vão para um mercado negro onde J.J. planeja fazer uma venda. Quando a gangue do Exterminador chega, Connor e J.J. entrar em uma negociação, embora o primeiro grupo seja forçado a deixar o último sair quando ele revela que seus homens invadiram o bunker. |              | |                       |                                                                     |                        |                     |
| 163 | 3            | "Leap of Faith" "(Salto de Fé)" (BR)                                                                              | Katie Cassidy Rodgers | Emilio Ortega Aldrich & Elizabeth Kim                               | 29 de outubro de 2019  | 0.76                |
| Oliver segue para Nanda Parbat para obter mais informações sobre o Monitor de Talia al Ghul, onde ele se reúne com sua irmã Thea e a informa sobre sua morte iminente. Oliver, Thea e Talia planejam recuperar um antigo livro, mas são emboscados por Atenas e a Liga dos Assassinos. O trio consegue escapar por pouco e eventualmente encontrar o livro; aprender que o Monitor pode realmente estar causando a crise que se aproxima, em vez de evitá-la. Enquanto isso, Diggle e Lyla rastreiam Farzad Qadir, que mantém mãe e filho em cativeiro. Enquanto os dois libertam os cativos e matam Qadir no processo, Diggle descobre que o nome do menino é Connor. No flash-forwards, William conseguiu escapar da gangue Deathstroke por um alçapão no bunker. Ele descobre seu próximo plano, mas é interrompido por Mia, Connor e Zoe. J.J. derrota Mia, mas quando Zoe o ataca, ele a mata. Connor vence J.J. em fúria, mas antes que ele pudesse matá-lo, Connor, William e Mia são misteriosamente teletransportados para o bunker no ano de 2019, onde encontram Oliver, Dinah, Rene e Diggle. |              | |                       |                                                                     |                        |                     |
| 164 | 4            | "Present Tense" "(Tempo Presente)" (BR)                                                                           | Kristin Windell       | Oscar Balderrama & Jeane Wong                                       | 5 de novembro de 2019  | 0.62                |
| Time Arrow do futuro e do presente se encontram sem saber como o primeiro viajou até o presente. Mia e Connor decidem manter os detalhes de seu tempo em segredo dos outros, mas William antecipa que logo eles ficarão desconfiados. Enquanto isso, Grant Wilson lidera um exército como o novo Exterminador para destruir Star City. Depois de Mia e Connor confundirem Grant com um J.J. deslocado no tempo, eles são confrontados pela atual Equipe Arrow. William e Connor admitem o que acontece em seu tempo; incluindo como J.J. torna-se o sucessor de Grant e mata Zoe. Diggle e Rene ficam arrasados, mas determinados a mudar o destino de seus respectivos filhos. As duas equipes trabalham juntas para impedir Grant, e ele é preso. Curtis Holt diz a Oliver que as Forças Armadas Russas têm esquemas e componentes para construir uma arma anti-matéria. Diggle se reconcilia com Connor. Laurel e Dinah, ficam intrigadas com as ações de suas futuras personalidades e fazem planos para formar as Canários antes do esperado. Rene começa sua campanha nas Glades. Oliver começa a ser um pai para Mia. Mais tarde naquela noite, o Monitor faz um acordo com Laurel; prometendo restaurar a Terra-2 se ela trair Oliver. |              | |                       |                                                                     |                        |                     |
| 165 | 5            | "Prochnost" "(Prochnost)" (BR)                                                                                    | Laura Belsey          | Benjamin Raab & Deric A. Hughes                                     | 19 de novembro de 2019 | 0.74                |
| Oliver descobre que seu próximo alvo é o general russo Alexi Burov, que está trabalhando em uma arma geradora de ondas de pulso que requer plutônio. Oliver leva William, Mia e Laurel para roubar os planos de armas. Laurel descobre que Lyla está trabalhando com o Monitor, com quem ela também concorda em trabalhar roubando os planos de armas antes de Oliver. Oliver busca a ajuda de Anatoly Knyazev para levá-lo a Burov, que explica que abandonou os planos, embora os tenha armazenado em um disco rígido. Burov pede uma troca - uma disputa de gaiola para dirigir no Banho de Sangue, que Oliver aceita. Depois, o Bratva comandado por Oleg intervém e atira fatalmente em Burov antes de levar a equipe em cativeiro até que Laurel e Anatoly venham para libertá-los com a ajuda de William. A equipe então recupera com sucesso a unidade e comemora sua vitória antes de retornar a Star City. Enquanto isso, Diggle recruta um relutante Roy Harper em um assalto por plutônio. Após o roubo, Roy decide ficar em Star City para ajudar o time contra o Monitor. Mais tarde naquela noite, Laurel recusa a oferta de Lyla para se juntar a sua missão enquanto Oliver e Diggle descobrem a traição de Lyla, apenas para ficar tranquilo. |              | |                       |                                                                     |                        |                     |
| 166 | 6            | "Reset" "(Reiniciar)" (BR)                                                                                        | David Ramsey          | Onalee Hunter Hughes & Maya Houston                                 | 26 de novembro de 2019 | 0.79                |
| Ao acordar, Oliver encontra um Quentin Lance vivo como prefeito em uma festa. Quando mercenários tomam o refém SCPD exigindo falar com Quentin, ele concorda com seus termos enquanto Oliver os derrota; apenas para o líder detonar uma bomba. Oliver acorda em seu apartamento novamente sabendo que está revivendo no mesmo dia. Quando ele descobre que Laurel também está passando por isso, eles percebem que o Monitor configurou isso. Após o terceiro reset, eles concluem a tentativa de parar os resultados da bomba na morte de Quentin que causa o reset. No número quatro, Lyla diz a Oliver que ele está perdendo o foco e atira em Quentin. No número cinco, Laurel se despede de Quentin. Na sexta reinicialização, Lyla informa Oliver que Laurel se foi e que ele precisa aprender a aceitar o inevitável para que tudo acabe. Depois de uma conversa com Quentin, Oliver passa por mais uma reinicialização e permite que Quentin encontre seu destino. Depois, Lyla afirma que ele passou no teste do Monitor ao permitir que Quentin tivesse seus momentos finais e revela que o Monitor trouxe William, Mia e Connor ao presente. Oliver e Laurel acordam em Lian Yu ao lado de Diggle, William, Mia e Connor. |              | |                       |                                                                     |                        |                     |
| 167 | 7            | "Purgatory" "(Purgatório)" (BR)                                                                                   | James Bamford         | Rebecca Bellatto & Rebecca Rosenberg                                | 3 de dezembro de 2019  | 0.83                |
| A equipe descobre que Lian Yu tem liberado uma quantidade imensa de energia estranha e Lyla incumbe William de criar um dispositivo para aproveitá-lo, enquanto o plutônio é transportado por Dinah, Rene e Roy. Após a chegada, o avião é abatido por um míssil e cai na ilha. Diggle, Lyla e Connor resgatam Dinah e Rene, enquanto Oliver e Laurel recuperam o plutônio. No entanto, eles são confrontados por Edward Fyers, Billy Wintergreen e Yao Fei - figuras falecidas do passado de Oliver que foram revividas pela energia sobrenatural da ilha. Enquanto isso, o grupo de Diggle encontra Roy, cujo braço direito está preso; forçando Connor a amputá-lo, depois que William completa a arma, Lyla a ativa e se transforma; absorvendo a energia da ilha e fazendo com que seus habitantes revividos desapareçam antes de entrar em um portal. Mais tarde, ela retorna, agora se autodenominando uma "precursora do que está por vir", e informa Oliver e Mia que a crise começou quando o céu ficou vermelho. |              | |                       |                                                                     |                        |                     |
| 168 | 8            | "Crisis on Infinite Earths, Part 4" "(Crise nas Infinitas Terras, Parte 4)" (BR)                                  | Glen Winter           | Marc Guggenheim & Marv Wolfman                                      | 14 de janeiro de 2020  | 1.41                |
| Em um flashback do planeta Maltus 10.000 anos atrás, Mar Novu faz experiências com viagens no tempo para ver o amanhecer dos tempos, apenas para acidentalmente acabar no universo da antimatéria e liberar o Anti-Monitor. Após a destruição do multiverso, os Paragons tentam encontrar uma maneira de sair do Ponto de Fuga e salvar o multiverso. Com a ajuda de Jim Corrigan, Oliver aprende como usar o poder do Spectre para resgatar os Paragons e fortalecer os poderes de Barry Allen. Com sua velocidade aumentada, Barry deixa Kara Danvers, Ryan Choi e Lex Luthor em Maltus para parar Novu, mas é atacado pelo Anti-Monitor e perde os outros na Força de Aceleração. Embora a equipe de Kara pare com sucesso Novu e Barry recupere todos, ao chegar ao amanhecer, eles descobrem que o Anti-Monitor foi lançado de qualquer maneira. Com a ajuda de Oliver, os Paragons envolvem o ser semelhante a um deus e seus demônios das sombras, segurando-o por tempo suficiente para Oliver combinar o poder do Espectro com o Livro do Destino para reiniciar o multiverso. Apesar de ter sucesso, Oliver morre uma segunda e última vez ao lado de Barry e Sara. Este episódio continua os eventos do crossover que começam no episódio 9 da 5ª temporada de Supergirl, no episódio 9 da 1ª temporada de Batwoman e no episódio 9 da 6ª temporada de The Flash, e continua e termina no episódio especial de Legends of Tomorrow. |              | |                       |                                                                     |                        |                     |
| 169 | 9            | "Green Arrow and the Canaries" "Livin' in the Future" "(Arqueira Verde e as Canários)" "(Vivendo no Futuro)" (BR) | James Bamford         | Beth Schwartz, Marc Guggenheim, Jill Blankenship e Oscar Balderrama | 21 de janeiro de 2020  | 0.89                |
| Em 2040, duas décadas depois que o sacrifício de Oliver salvou o universo e o crime em Star City não existe mais, Mia tem uma vida de sucesso com seu noivo J.J. e Zoe está viva. Quando a filha de Helena Bertinelli, Bianca, desaparece, Laurel pede a ajuda de Dinah para encontrá-la. Ela então recruta uma relutante Mia, restaurando suas memórias pré-crise com tecnologia marciana desenvolvida por Cisco Ramon, e consegue convencê-la a assumir o manto de Arqueiro Verde. Mia, Dinah e Laurel resgatam Bianca do cativeiro de seu ex-namorado Trevor, possuindo uma máscara do Exterminador. Assim que Mia descobre que ele está trabalhando para outra pessoa, Trevor desliga o cano do gás e foge. Posteriormente, Dinah decide estabelecer a Rede Canária. No memorial de Oliver, Mia reconhece o hōzen que William recebeu quando adolescente como uma tatuagem na mão de Trevor antes de ser tranquilizado por homens mascarados que fugiram com William e deixaram Mia para trás. Em outro lugar ao mesmo tempo, uma figura misteriosa embosca J.J. e usa a mesma tecnologia marciana para restaurar suas memórias pré-crise, dizendo a J.J que ele "precisa dele". Este episódio servirá como piloto de um possível spin-off da série, intitulado Arqueira Verde e as Canários, estrelado por Katherine McNamara, Katie Cassidy e Juliana Harkavy.                                                                           |              | |                       |                                                                     |                        |                     |
| 170 | 10           | "Fadeout" "(O Fim)" (BR)                                                                                          | James Bamford         | Marc Guggenheim & Beth Schwartz                                     | 28 de janeiro de 2020  | 0.73                |
| Em flashbacks de 2012, Oliver e Diggle rastreiam e prendem o traficante de seres humanos John Byrne, um homem na lista de Oliver. Um flashback de 2014 mostra Oliver impedindo Slade Wilson de matar sua mãe. Em 2040, Sara Lance convida Mia para o funeral de Oliver. No presente, após o sacrifício de Oliver enquanto evitava a crise, Byrne sequestra o William mais jovem. Felicity Smoak e Rory Regan voltam para ajudar na busca. Em meio a essa busca, Roy propõe a Thea, que aceita. Mia resgata William, poupa Byrne e o leva para a prisão. Diggle e Lyla concordam em se mudar para Metrópolis, Dinah recusa uma promoção e Rene continua sendo candidato a prefeito. Os amigos e a família de Oliver organizam um funeral particular para ele. Ao lado de Anatoly, Barry, Curtis, Dinah, Felicity, Kara, Laurel, Lyla, Mia, Nyssa al Ghul, Rene, Rory, Roy, Sara, Talia, Thea, William e um revivido Tommy, Moira, Quentin e Emiko. Emiko conhece Thea e Moira pela primeira vez e é bem-vinda à família. Tommy revela a Laurel que ele era casado com sua doppelganger da Terra-Prime nesta linha do tempo. Felicity conhece a futura Mia. Mais tarde, Diggle testemunha a queda de um meteoro e encontra uma caixa contendo um objeto emitindo uma luz verde. Em 2040, o Monitor leva Felicity para ver Oliver na vida após a morte, onde ele finalmente encontrou paz.                                                        |              | |                       |                                                                     |                        |                     |

## Produção

### Desenvolvimento
Em 31 de janeiro de 2019, The CW renovou Arrow para uma oitava temporada. Em 6 de março de 2019, foi anunciado que seria a última temporada da série, com uma ordem abreviada de dez episódios. Stephen Amell, que estrela como Oliver Queen / Arqueiro Verde, abordou o co-criador da série Greg Berlanti no final da sexta temporada sobre "seguir em frente" após o término de seu contrato no final da sétima temporada. Ele esperava que a série pudesse continuar sem ele, mas Berlanti e os showrunners Marc Guggenheim e Beth Schwartz decidiram concluir a série com uma oitava temporada encurtada, que Amell concordou.
Berlanti, Guggenheim e Schwartz divulgaram um comunicado à imprensa dizendo: "Foi uma decisão difícil, mas como todas as decisões difíceis que tomamos nos últimos sete anos, foi com os melhores interesses da Arrow em mente [... ] Estamos animados com o fato de Arrow ter gerado um universo inteiro de programas que continuarão por muitos anos. Estamos entusiasmados com a elaboração de uma conclusão que honre o programa, seus personagens e seu legado e somos gratos a todos os escritores, produtores, atores e - mais importante - a incrível equipe que nos sustentou e ao show por mais de sete anos."
Falando na San Diego Comic-Con antes da estreia da temporada, Guggenheim comentou sobre a dificuldade de abordar a temporada final sem Emily Bett Rickards, que tomou a decisão de se afastar de seu papel como Felicity Smoak no final da sétima temporada. Ele afirmou que "há muito tempo, venho dizendo que você não pode fazer o show sem Emily Rickards. E eu acho que, se o show - se as conversas tivessem sido, 'faremos 22 episódios sem Emily,' Eu teria dito, 'você não pode fazer isso'", e que a sequência mais curta de dez episódios, combinada com o crossover, fez a perspectiva parecer" um pouco mais realista".

### Roteiro
Tal como acontece com a sétima temporada de Arrow, a oitava temporada faz uso extensivo de flashforwards. Stephen Amell revelou que, ao contrário da abordagem serializada das temporadas anteriores, esta seguiria uma abordagem mais episódica devido ao número limitado de episódios. Katie Cassidy, que interpreta Laurel Lance, apoiou a afirmação de Amell, dizendo que cada episódio seria como um "filme em miniatura". O penúltimo episódio, que serve como um piloto backdoor para Green Arrow and the Canaries foi originalmente destinado a ser intitulado após a canção de Bruce Springsteen, "Livin 'in the Future", continuando a tradição da série de ter o penúltimo episódio de cada temporada intitulado após uma música de Springsteen. Como o estúdio determinou que o piloto backdoor fosse intitulado após a série spin-off planejada, os escritores foram forçados a descartar o título original.

### Escolha do elenco
Os membros do elenco principal Stephen Amell, David Ramsey, Rick Gonzalez, Juliana Harkavy e Katie Cassidy retornam como Oliver Queen / Arqueiro Verde, John Diggle / Espartano, Rene Ramirez / Cão Selvagem, Dinah Drake / Canário Negro e Laurel Lance (Terra-2), respectivamente. Após o anúncio de que ela deixaria a série no final de sua sétima temporada, esta será a primeira e única temporada em que Emily Bett Rickards, que interpretou Felicity Smoak, como um membro do elenco principal ou recorrente, embora os produtores tenham deixado em aberto a possibilidade de ela fazer uma aparição especial na temporada final. Rickards aparece como Felicity através de imagens de arquivo nos episódios "Welcome to Hong Kong" e "Green Arrow & The Canaries". Em novembro de 2019, Amell confirmou que Rickards voltaria para o final da série.
Em junho de 2019, Joseph David-Jones, que reapareceu na sétima temporada como a versão adulta de Connor Hawke, foi promovido ao elenco principal, e em julho Katherine McNamara e Ben Lewis também foram promovidos ao status regular em seus papéis como as versões adultas de Mia Smoak e William Clayton, respectivamente. Também foi anunciado que os ex-regulares da série Colin Donnell, Josh Segarra, John Barrowman e Susanna Thompson iriam reprisar seus papéis como Tommy Merlyn, Adrian Chase, Malcolm Merlyn e Moira Queen como convidados. Em agosto, foi anunciado que Colton Haynes, que interpretou Roy Harper como regular na sétima temporada, não voltaria com o mesmo status, embora Schwartz tenha afirmado que esperava tê-lo de volta em alguma posição. Haynes disse que não saiu da temporada, mas que "não foi convidado a voltar para a temporada final como regular da série", e acrescentou que Roy "nunca vai embora por muito tempo". Em setembro, foi anunciado que Willa Holland voltaria como Thea Queen em um papel recorrente, depois de sair como regular na sexta temporada e retornar como estrela convidada na sétima. No mesmo mês, Charlie Barnett foi escalado para o papel da versão adulta de John Diggle Jr. Em outubro, foi anunciado que Haynes apareceria na temporada em um papel recorrente. Em novembro, foi anunciado que Paul Blackthorne voltaria como Quentin Lance em um papel recorrente, depois de partir como regular na sexta temporada e retornar como ator convidado na sétima.

### Design
Em julho de 2019, uma nova fantasia do Arqueiro Verde foi revelada na capa da revista Entertainment Weekly. Um novo traje espartano foi revelado por Guggenheim e um novo traje do Canário Negro foi revelado no primeiro trailer da temporada.

### Filmagens
As filmagens começaram em 11 de julho de 2019, e duraram até 13 de novembro. O terceiro episódio da temporada, "Leap of Faith", marca a estreia de Cassidy na direção. Em 21 de outubro, as filmagens para o nono episódio, o piloto backdoor de Green Arrow and the Canaries, começaram.

### Ligações com o Universo Arrow
Em dezembro de 2018, durante o final do crossover anual "Elseworlds", um crossover subsequente - intitulado "Crisis on Infinite Earths" e baseado na série de quadrinhos de mesmo nome - foi anunciado. O crossover ocorreu em cinco episódios - três em dezembro de 2019 e dois em janeiro de 2020.

## Lançamento

### Exibição
A temporada estreou em 15 de outubro de 2019, nos Estados Unidos na The CW. Além disso, a The CW exibiu uma retrospectiva, intitulada "Hitting the Bullseye", para "comemorar a oitava temporada", que precedeu o final da série.

### Mídia doméstica
A temporada será lançada em DVD e Blu-ray em 28 de abril de 2020, com recursos especiais, incluindo o painel 2019 da San Diego Comic-Con, o especial "Hitting the Bullseye" e todos os cinco episódios do sexto evento anual do crossover do Universo Arrow intitulado "Crisis on Infinite Earths".

## Recepção

### Resposta Crítica
A avaliação do site Rotten Tomatoes deu para a temporada um índice de 91% de aprovação dos críticose com uma classificação média de 7,89/10 baseado em baseado em 120 comentários. O consenso do site disse: "A aventura final de Oliver Queen atinge picos emocionais enquanto lidera a revolucionária "Crise nas Infinitas Terras", dando ao Arqueiro Esmeralda uma despedida empolgante."
A atuação de Katie Cassidy de Laurel Lance da Terra-2 foi elogiado pelos críticos, com a TVLine chamando seu desenvolvimento de "um dos aspectos mais agradáveis da sequência de despedida de Arrow em 10 episódios". Além disso, Cassidy recebeu uma menção honrosa na "Performer of the Week" da TVLine por sua atuação em "Welcome to Hong Kong".

### Audiência
| №  | Título                                 | Exibição original      | Rating/share (18–49) | Audiência (em milhões) | DVR (18–49) | Audiência em DVR (milhões) | Total (18–49) | Audiência total (em milhões) |
| -- | -------------------------------------- | ---------------------- | -------------------- | ---------------------- | ----------- | -------------------------- | ------------- | ---------------------------- |
| 1  | "Starling City"                        | 15 de outubro de 2019  | 0.3/2                | 0.84                   | 0.3         | 0.82                       | 0.6           | 1.66                         |
| 2  | "Welcome to Hong Kong"                 | 22 de outubro de 2019  | 0.3/2                | 0.77                   | 0.2         | 0.65                       | 0.5           | 1.42                         |
| 3  | "Leap of Faith"                        | 29 de outubro de 2019  | 0.3/2                | 0.76                   | 0.2         | 0.59                       | 0.5           | 1.35                         |
| 4  | "Present Tense"                        | 5 de novembro de 2019  | 0.2/1                | 0.62                   | 0.3         | 0.65                       | 0.5           | 1.27                         |
| 5  | "Prochnost"                            | 19 de novembro de 2019 | 0.2/1                | 0.74                   | 0.3         | 0.60                       | 0.5           | 1.33                         |
| 6  | "Reset"                                | 26 de novembro de 2019 | 0.3/1                | 0.79                   | 0.2         | 0.62                       | 0.5           | 1.41                         |
| 7  | "Purgatory"                            | 3 de dezembro de 2019  | 0.3/2                | 0.83                   | 0.3         | 0.61                       | 0.6           | 1.44                         |
| 8  | "Crisis on Infinite Earths: Part Four" | 14 de janeiro de 2020  | 0.5/3                | 1.41                   | 0.4         | 1.03                       | 0.9           | 2.44                         |
| 9  | "Green Arrow and the Canaries"         | 21 de janeiro de2020   | 0.3/2                | 0.89                   | 0.2         | 0.57                       | 0.5           | 1.46                         |
| 10 | "Fadeout"                              | 28 de janeiro de 2020  | 0.2/2                | 0.73                   | 0.3         | 0.65                       | 0.5           | 1.38                         |